# SL (기업)
SL 주식회사(영어: SL Corporation)는 대한민국의 자동차 부품 제조 회사이다. 대한민국 내 헤드램프 공급 점유율을 가지고 있으며, 해외 수출도 하고 있다. 본사를 거점으로 한국, 중국, 북미, 인도, 유럽 등 총 17개의 계열회사를 두고 있고 현대, 기아, GM 등에 중점 납품하고 있다.
최근에는 HUD, AVM 등의 자동차 전자화에 많은 투자를 하고 있다. 

## 연혁
- 1954년 삼립자동차공업주식회사 설립
- 1968년 상호를 삼립산업주식회사로 변경.
- 2004년 상호를 에스엘주식회사로 변경
- 1997 ~ 2014년까지 QSTP AWARD 19년 연속 수상
- 2018년 12월 자동차에 쓰이는 램프 등을 제조하는 계열사 에스라이팅을  흡수합병[2]

## 같이 보기
- 대한민국의 경제

1. ↑  "에스엘, 美관세 부담에 2분기 실적 부진 전망…목표가↓" 아시아경제 2025-07-01
2. ↑  에스엘, 계열사 합병후 시총 '더블업'…저평가는 '여전' 더벨 2025-04-04